# Coptops olivacea
Coptops olivacea är en skalbaggsart som beskrevs av Stefan von Breuning 1935. Coptops olivacea ingår i släktet Coptops och familjen långhorningar. Inga underarter finns listade i Catalogue of Life.